# Anoploderomorpha monticola
Anoploderomorpha monticola là một loài bọ cánh cứng trong họ Cerambycidae.